# 텍사스주 스포츠 명예의 전당

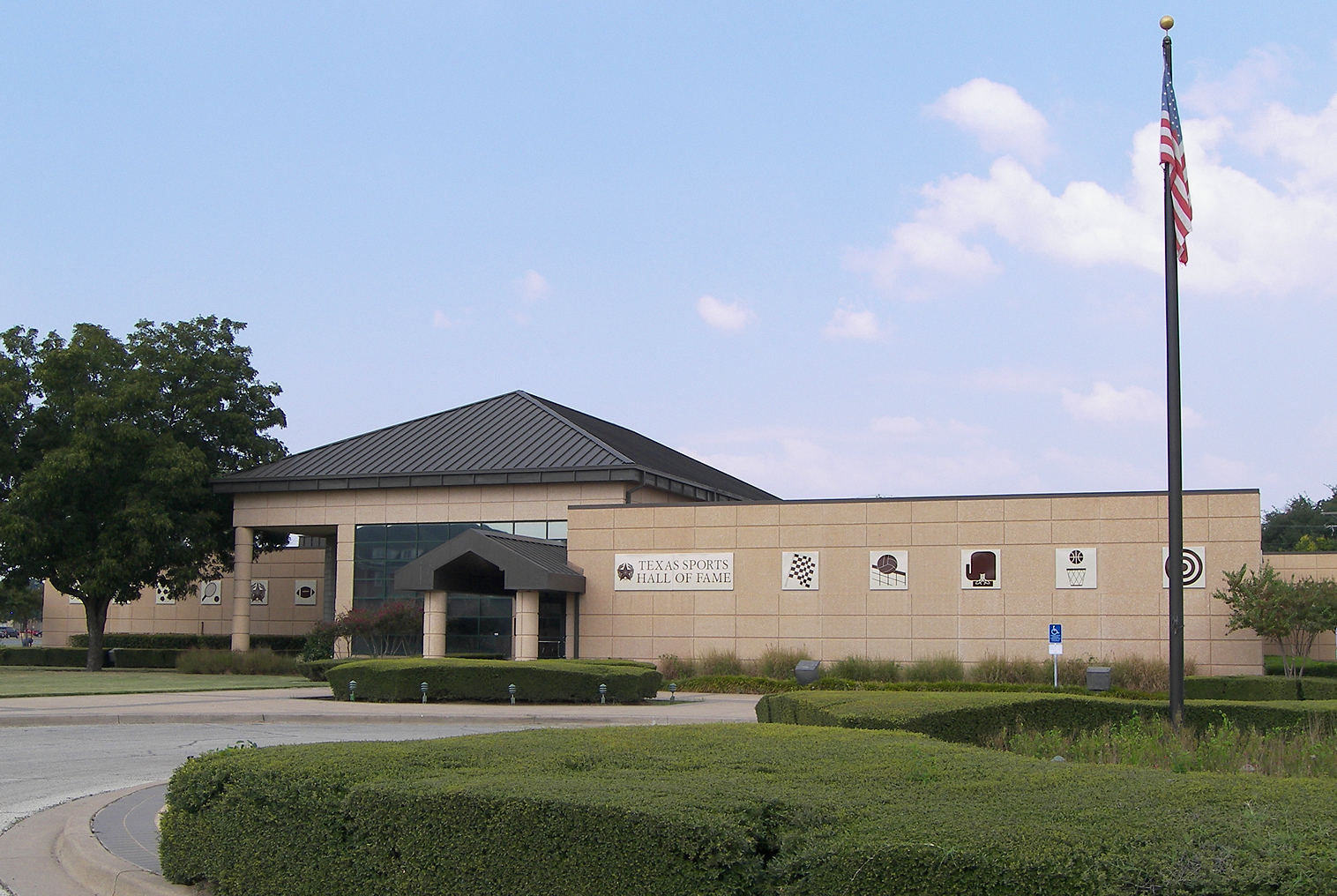
텍사스주 웨이코에 있는 명예의 전당 건물

텍사스주 스포츠 명예의 전당(Texas Sports Hall of Fame)은 "텍사스주의 스포츠에 지속적인 명성과 영예"를 안겨준 선수, 코치, 운영진을 기념한다. 1951년에 텍사스주 스포츠 기자 협회가 설립했으며, 같은 해 첫 헌액자(야구인 트리스 스피커)를 선정했다. 이로써 텍사스주는 미국에서 스포츠 명예의 전당을 가진 최초의 주가 되었다.